# Kuusiku (Emmaste)
Kuusiku est un village de la commune de Hiiumaa, situé dans le comté de Hiiu en Estonie.
Avant la réforme administrative d'octobre 2017, Kuusiku faisait partie de la commune de Emmaste, fusionnée à cette date avec les autres communes de l'île pour former celle de Hiiumaa.
Au 1er janvier 2020, la population s'élevait à 18 habitants.